# Bình Sơn, An Giang
Bình Sơn là một xã thuộc huyện Hòn Đất, tỉnh Kiên Giang, Việt Nam.

## Địa lý
Xã có vị trí địa lý:
- Phía đông giáp thị trấn Hòn Đất và các xã Nam Thái Sơn, Lình Huỳnh
- Phía tây giáp xã Bình Giang
- Phía nam giáp Vịnh Thái Lan
- Phía bắc giáp tỉnh An Giang.

Xã Bình Sơn có diện tích 183,64 km², dân số năm 2021 là 14.610 người, mật độ dân số đạt 79 người/km².

## Hành chính
Xã Bình Sơn được chia thành 5 ấp: Bình Thuận, Thuận An, Thuận Hoà, Thuận Tiến, Vàm Rầy.

## Lịch sử
Ngày 3 tháng 6 năm 1978, Hội đồng Chính phủ ra Quyết định số 125-CP về việc chuyển xã Bình Sơn của huyện Hà Tiên cũ về huyện Hòn Đất mới thành lập quản lý.
Ngày 27 tháng 9 năm 1983, Hội đồng Bộ trưởng ban hành Quyết định số 107-HĐBT về việc chia xã Bình Sơn thành 2 xã: Bình Sơn và Bình Giang.
Ngày 24 tháng 5 năm 1988, Hội đồng Bộ trưởng ban hành Quyết định 92-HĐBT về việc sáp nhập xã Bình Giang vào xã Bình Sơn.
Ngày 18 tháng 3 năm 1997, Chính phủ ban hành Nghị định số 23-CP về việc thành lập xã Bình Giang trên cơ sở 12.793 ha diện tích tự nhiên và 8.434 nhân khẩu của xã Bình Sơn.
Xã Bình Sơn sau khi điều chỉnh địa giới hành chính có 20.407 ha diện tích tự nhiên và 10.246 nhân khẩu.